# Основни закон Саудијске Арабије
Основни закон Саудијске Арабије (арап. النظام الاساسي للحكم) је повеља слична уставу подељена у девет поглавља, која се састоји од 83 члана. Основни закон (у члану 1) каже да је устав Саудијске Арабије „Часни Куран и Суна (обичај, традиција)“ исламског пророка Мухамеда. Међутим, Основни закон садржи многе карактеристике онога што би се у другим земљама могло назвати уставом („Закон о управљању“, „Права и дужности“). Основни закон краљевине Саудијске Арабије је у складу са вехабијским и селефијским схватањем шеријата и не поништава исламске законе, у смислу правне снаге, који је краљ Фахд донео 1992. године.

## Историја
Након ирачке инвазије на Кувајт и Првог заливског рата, краљ Фахд је издао краљевски декрет који је објављен у званичној телевизији и новинама 31. јануара 1992. У декрету је наведено следеће:
Краљевски декрет бр. А/90
27/8/1412 АХ
Уз Алахову помоћ,
Ја Фахд ибн Абдулазиз ел Сауд, краљ Краљевине Саудијске Арабије, у складу са јавним интересом, и имајући у виду развој државе у различитим областима, поред нашег ентузијазма да постигнемо наше очекиване циљеве, доносим одлуке следеће:
Прво: Издајем основни закон управљања у складу са контекстом у наставку.
Друго: Деловати у складу са свим законитим, наредбама и одлукама који су тренутно усвојене, све док се не измени у складу са основним законом управљања.
Треће: Основни закон управљања биће објављен у службеном гласилу и биће примењив од дана објављивања.
Савјетодавна скупштина Саудијске Арабије је такође заживелa око годину дана касније у светлу новонасталих услова који су утицали на земљу после рата.
Саудијски културни и верски ставови стигматизују свако позивање на „Устав“ осим Курана и Мухамедове праксе. Члан 1. Основног закона наглашава да су „Божја књига (Куран) и суна посланика (Мухамеда), њен (Саудијски) устав“. Принц Талал ибн Абдулазиз је рекао да у Саудијској Арабији не може постојати „устав, уредба или закон који је у супротности са исламским шеријатом“.

## Чланови Основног закона
Поглавље 1: Општи принципи
- Члан 1. каже да је краљевина Саудијска Арабија суверена арапска исламска држава и да су „Божја књига Куран и Суна “ устав земље и да је Арапски језик службени, са главним градом Ријад.[4]

Поглавље 2: Монархија
- Члан 7. прокламује права монарха. Затим ће се у члану 8 „правда, консултације и једнакост“ спроводити под условима шеријата.

Поглавље 3: Карактеристике саудијске породице
- Члан 9. каже да сви чланови сваке породице у Саудијској Арабији морају бити одгајани „на основу“ исламске вере.

Поглавље 4: Економски принципи
- Члан 18. штити приватну својину грађана.

Поглавље 5: Права и дужности
- Члан 27. успоставља „систем социјалне сигурности“; ово је постало изводљиво без експропријације или високих пореза због великих испорука нафте и становништва од мање од 30 милиона људи.